# 10368 Kozuki
10368 Kozuki eller 1995 CM1 är en asteroid i huvudbältet som upptäcktes den 7 februari 1995 av den japanska astronomen Takao Kobayashi vid Ōizumi-observatoriet. Den är uppkallad efter den japanska byn Kozuki.
Asteroiden har en diameter på ungefär 5 kilometer.